# (26166) 1995 QN3
(26166) 1995 QN3 est un astéroïde Amor découvert en 1995.

## Description
(26166) 1995 QN3 a été découvert le 31 août 1995 à l'observatoire de Kitt Peak, situé dans l'Arizona (États-Unis), par le projet Spacewatch de l’université de l'Arizona.

### Caractéristiques orbitales
L'orbite de cet astéroïde est caractérisée par un demi-grand axe de 3,30 UA, un périhélie de 1,17 UA, une excentricité de 0,65 et une inclinaison de 14,79° par rapport à l'écliptique. Du fait de ces caractéristiques, à savoir un périhélie compris entre 1,017 et 1,3 UA, il est classé comme astéroïde Amor, une famille d'astéroïdes géocroiseurs, s'approchant de l'orbite de la Terre.

### Caractéristiques physiques
(26166) 1995 QN3 a une magnitude absolue (H) de 16,8 et un albédo estimé à 0,044.